# Oaxacla elenae
Oaxacla elenae är en insektsart som beskrevs av Andrej Vasiljevitj Gorochov 2007. Oaxacla elenae ingår i släktet Oaxacla och familjen syrsor. Inga underarter finns listade i Catalogue of Life.